# Karen Plesner
Karen Plesner (født 9. maj 1923, død 1974) var en dansk forfatter.
K. Plesner skrev historiske romaner og var cand.mag. i dansk og tysk. Hun var datter af litteraturhistorikeren Knud Frederik Plesner. Hun var gift med Knud B. Mønsted. Karen Plesner skrev romanen “Sophie Amalie” om Frederik III’s dronning og hendes magtkamp med Corfitz Ulfeldt og den svenske konge. Hun døde i 1974 i en alder af 51 år.[kilde mangler]